# Calvin Duncan
Calvin Anthony Duncan (Linden, Nueva Jersey; 21 de marzo de 1961) es un exjugador y exentrenador de baloncesto estadounidense que jugó una temporada en la liga francesa y otra más en la CBA, donde posteriormente ejercería como entrenador. Con 1,93 metros de estatura, jugaba en la posición de base.

## Trayectoria deportiva

### Universidad
Jugó cuatro temporadas en los Rams de la Universidad de la Commonwealth de Virginia, en las que promedió 13,6 puntos, 4,4 rebotes y 3,6 asistencias por partido. Fue incluido en el mejor quinteto de la Sun Belt Conference en 1983 y 1984, y elegido Jugador del Año de la conferencia en 1983. Fue además incluido en el mejor equipo de la década de la conferencia.

### Profesional
Fue elegido en la trigésima posición del Draft de la NBA de 1985 por Cleveland Cavaliers, pero sus derechos fueron traspasados junto a los de Charles Oakley a los Chicago Bulls a cambio de Ennis Whatley y los derechos sobre Keith Lee.
No llegó a firmar con el conjunto de Illinois, jugando un año con la organización cristiana Athletes in Action en encuentros de exhibición. En 1986 fichó por el Cholet Basket de la liga francesa, regresando posteriormente a su país para jugar en los Cedar Rapids Silver Bullets, que en 1991 se convirtieron en los Tri-City Chinook, equipo al que entrenó en la temporada 1993-94, siendo elegido entrenador del año de la CBA.